# النساء في لاوس

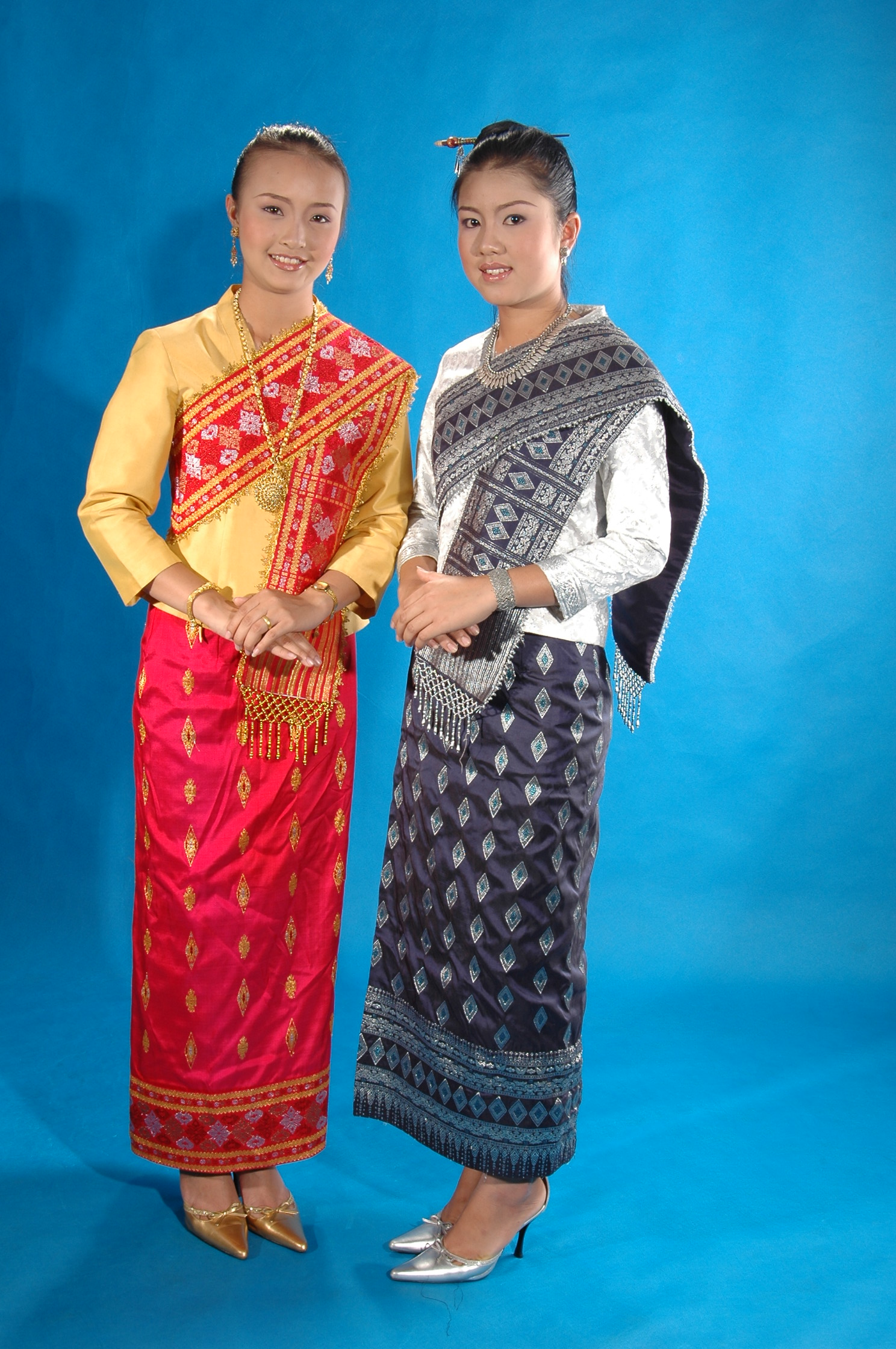

يعرف عن النساء اللاوسيات أنهن مشاركات فاعلات في مجتمع أمتهن، يشاركن في السياسة، ويقودن التحول الاجتماعي والتنمية، ويصبحن ناشطات في عالم الأعمال ويعملن كممرضات ومنتوجات أغذية للجيش. بسبب التحديث والاقتلاع الريفي، بدأت نساء لاو في تبني أنماط حياة غريبة عن المثل اللاوسية التقليدية.

## الوضع القانوني
بموجب دستور لاوس، تتساوى نساء لاو من الناحية القانونية مع رجال لاو. لديهم الحق في التصويت ووراثة الممتلكات. من الناحية العملية، غالبًا ما تعتمد أدوار ومكانة المرأة في مجتمع لاو على الانتماء العرقي. في بعض الحالات، كما هو الحال في حالة نساء لاو لوم، غالبًا ما يتم تكليف الابنة الصغرى بمهمة رعاية الوالدين المسنين مقابل مزايا الميراث مثل الأرض والعمل.

### الميراث

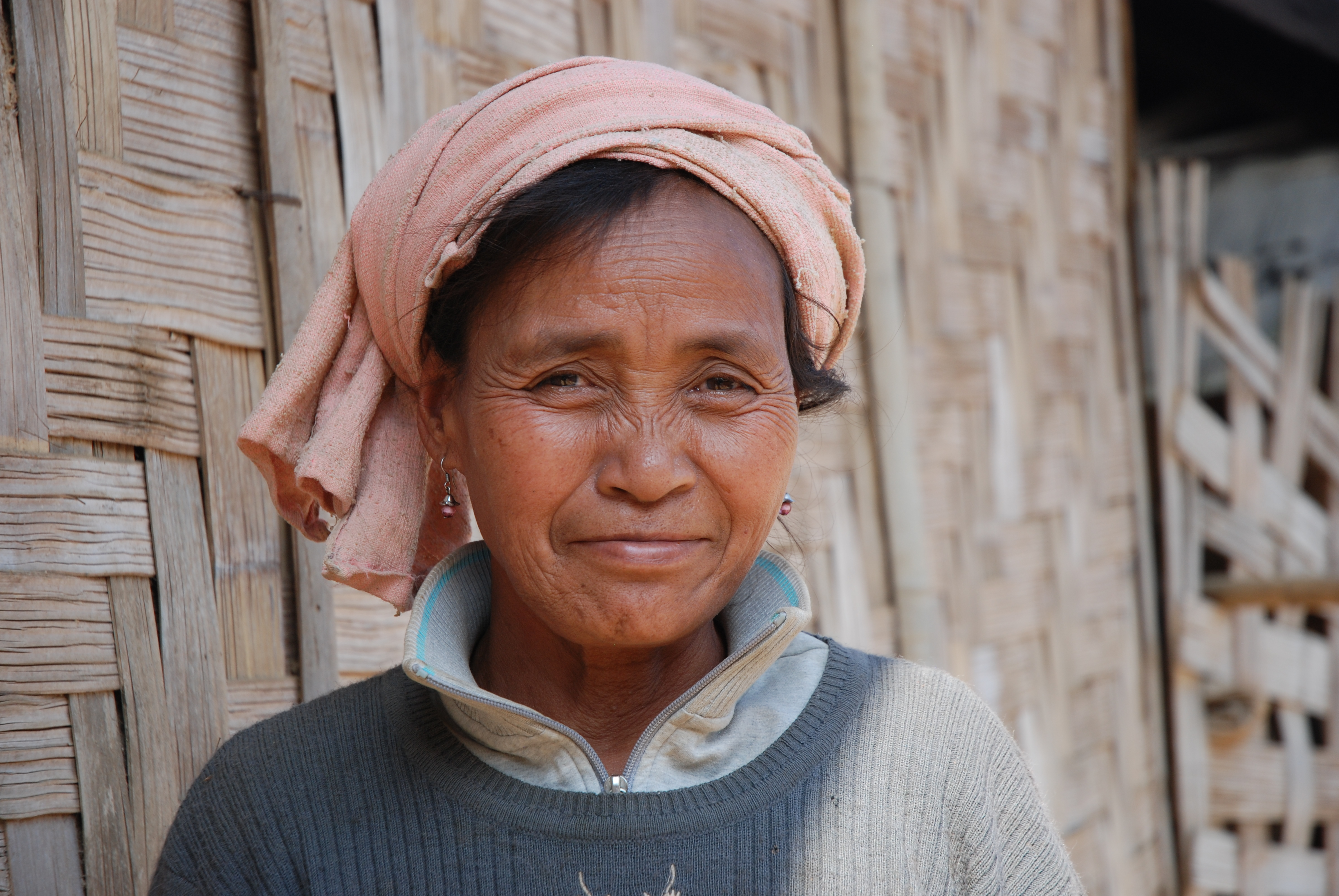
امرأة من الخمو في قرية بان هواي فاي ، منطقة لوانغ برابانغ ، لاوس

بعد حصولها على ميراثها، لا تحصل الابنة على سيطرة مباشرة على الأرض أو الشركة، لأن زوجها يمتلك سلطة تنفيذية في هذه الأمور. لا ترث النساء الأخريات من مجموعات عرقية مختلفة أي شيء. في عام 1993، أنشأت حكومة لاو برنامجًا لمسح الأراضي وتمليكها والذي كان اسميًا أكثر فائدة لصاحبات الأراضي. كما صدر التشريع الوطني الذي يعلن أن الرجال والنساء من لاو «يستحقون نفس الحق في حيازة الممتلكات»، بما في ذلك قانون الأسرة الذي ينص على أن «أي ممتلكات يتم شراؤها أثناء الزواج تعتبر ملكية مشتركة»، وأن «الأرض التي كانت تملكها امرأة قبلها يظل الزواج ملكًا لها، كما هو الحال بالنسبة لأي أرض ترثها من والديها».

## القوى العاملة
تقوم العديد من نساء لاو الريفيات بمجموعة متنوعة من الأدوار شبه الرسمية في مجتمعاتهن، بما في ذلك الحرف اليدوية، والتجارة، والصحة العامة، والتعليم، بالإضافة إلى أدوارهن التقليدية كربة منزل ومربية للأطفال. في المدن وعلى المستوى الحكومي، تعاني لاو من نقص التمثيل، ولا سيما في المناصب الرفيعة المستوى. من حيث الأجور، عادة ما تحصل النساء على رواتب أقل من الرجال.

## التعليم والتدريب

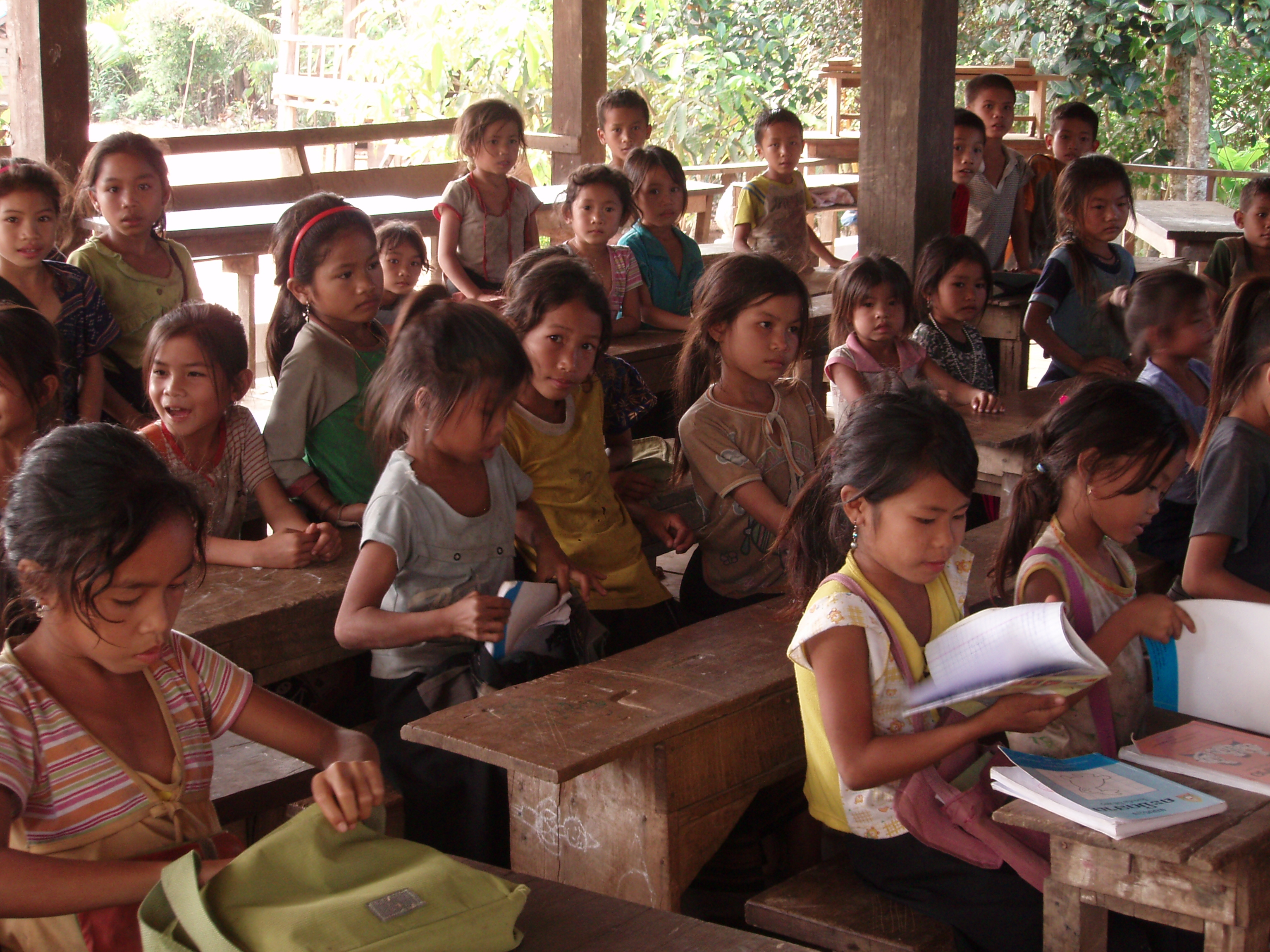
فتيات مدرسة قرية صغيرة في منطقة ريفية في شمال لاوس

عدد الفتيات اللاوسيات الملتحقات بالمدارس أقل من البنين. بعد الحرب العالمية الثانية، أصبحت العديد من النساء، مثل نساجي الحرير من سكان باي هاي، منخرطات بشكل متزايد في الأعمال اليدوية غير الماهرة. على الرغم من كونها أقل إلمامًا بالقراءة والكتابة وتعليمًا من الرجال في المتوسط (63٪ من الإناث اللاوسيات يجدن القراءة والكتابة، مقارنة بـ 83٪ من الذكور)، أصبحت نساء لاو على نحو متزايد العامل الأساسي في دخول وحدات الأسرة، لا سيما في المناطق الريفية.
في العقود الأخيرة، استفادت نساء لاو علاوة على ذلك من برامج التمويل الصغير التي تقدمها منظمات مثل رابطة المطورين الاقتصاديين الاجتماعيين (SEDA). في مثل هذه البرامج، تتلقى النساء التدريب على إنشاء الأعمال التجارية، وإدارة الأعمال، وشراء المواد، والإنتاج بالجملة، والتفاوض على أسعار المنتجات، والإدارة المالية، واستراتيجيات التسويق، ومهارات الكتابة، وتخطيط الأعمال، واتخاذ القرار. ويهدف هذا إلى مساعدة المرأة على التمكين والحصول على «الاستقرار المالي».

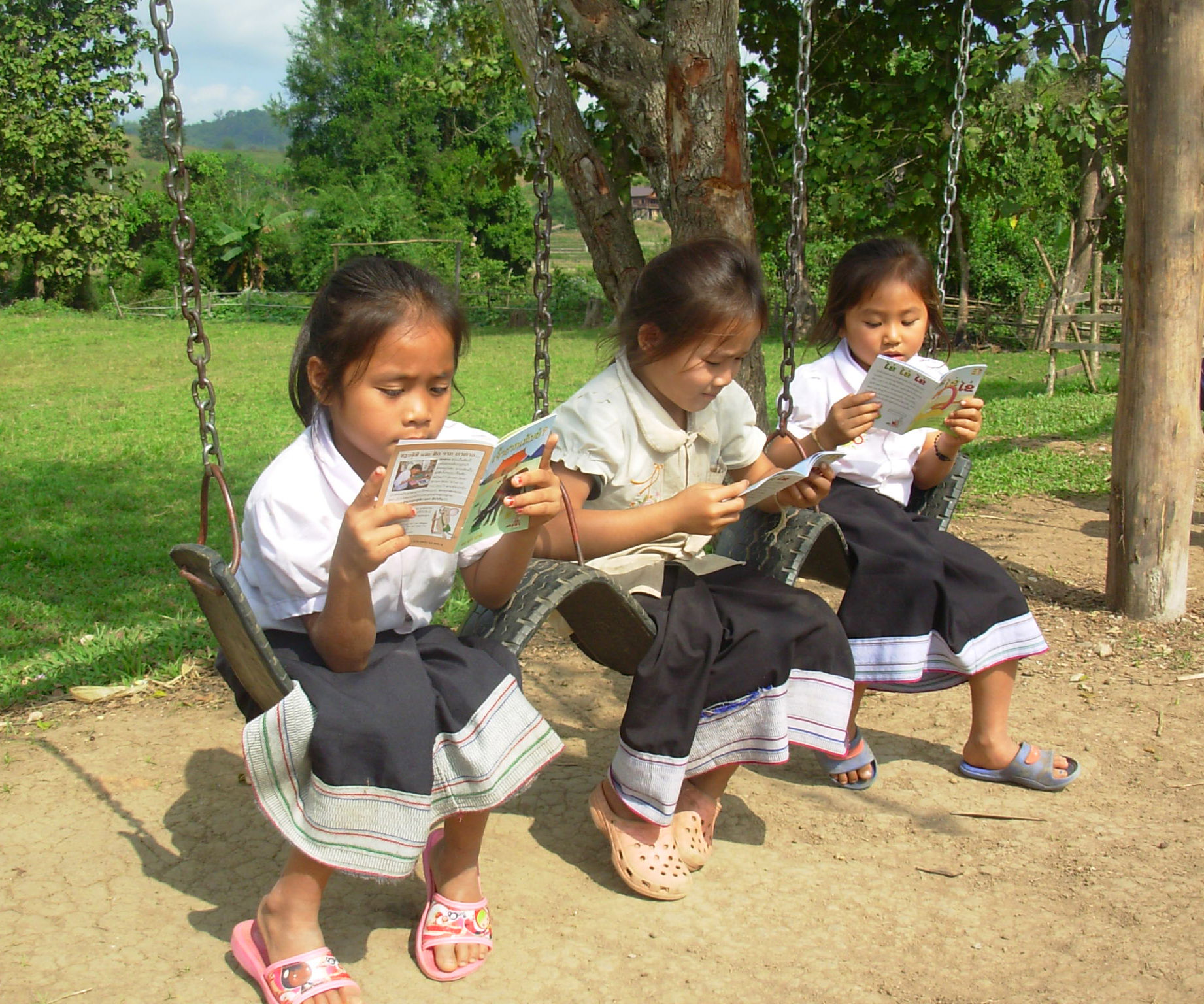
فتيات من لاوس

ومن المنظمات الأخرى العاملة في مجال تعليم المرأة «مركز لاو لتنمية النساء ذوات الإعاقة»، وهي مؤسسة تدرب نساء لاو المعاقات. تم إنشاء مركز لاو لتنمية النساء ذوات الإعاقة من قبل Chanhpheng Sivila ، وعمل بشكل أساسي كسلسلة من ورش العمل قبل التوسع في عام 2002. هناك مجموعة أخرى مماثلة تركز على حقوق وتمكين وصحة نساء لاو وهي لجنة النهوض بالمرأة في مقاطعة سايابوري.

## الحقوق السياسية
حصلت نساء لاو على حق التصويت والترشح في عام 1958 . لا تزال ممثلة تمثيلا ناقصا في الحكومة على المستويين المحلي والوطني.
في العقود الأخيرة، حققت النساء نجاحات ملحوظة في السياسة. في عام 1997 ، أصبح أونشانه ثامافونج أحد نواب رئيس الجمعية الوطنية في لاوس. في مارس 2011، قدمت الجمعية الوطنية ندوة لسبعة وأربعين مرشحة قبل الانتخابات العامة السابعة في لاو في أبريل 2011 ، من أجل غرس «الواجبات الهامة للهيئة التشريعية الوطنية» في النساء.

## الطبيعية العرفية
في مجتمع لاو، تتعرض النساء اللائي يطلقن أزواجهن للوصم بشكل تقليدي، وغالبًا ما يجدن صعوبة في العثور على زوج آخر.